# سوني جاكسون
سوني جاكسون (بالإنجليزية: Sonny Jackson)‏ هو لاعب كرة قاعدة أمريكي، ولد في 9 يوليو 1944 في واشنطن العاصمة في الولايات المتحدة.

## وصلات خارجية
- سوني جاكسون على موقعبيزبول رفرنس.كوم (الدوري الرئيسي) (الإنجليزية)
- سوني جاكسون على موقعبيزبول رفرنس.كوم (الدوري الثانوي) (الإنجليزية)
- سوني جاكسون على موقع مشجعي الرسوم البيانية (الإنجليزية)